# Wassande
Wassande est un village de la commune de Nyambaka situé dans la région de l'Adamaoua et le département de la Vina au Cameroun. On y accède à partir de la route qui relie Ngaoundéré à Belel Dibi.

## Population
En 1967, Wassande comptait 226 habitants, principalement des Bakole et des Bororo. Lors du recensement de 2005, 2 640 personnes y ont été dénombrées.